# Xã Spencer Creek, Quận St. Charles, Missouri
Xã Spencer Creek (tiếng Anh: Spencer Creek Township) là một xã thuộc quận St. Charles, tiểu bang Missouri, Hoa Kỳ. Năm 2010, dân số của xã này là 20.198 người.